# Dicranomyia (Idioglochina) obesula
Dicranomyia (Idioglochina) obesula is een tweevleugelige uit de familie steltmuggen (Limoniidae). De soort komt voor in het Australaziatisch gebied.